# What’s Another Year?
What’s Another Year? (рус. Что значит следующий год?) — песня авторства Шей Хили (Shay Healy), исполняемая Джонни Логаном и победившая на конкурсе песни Евровидение в 1980 году, набрав 143 балла (высшая оценка от 7 стран). Это была вторая из семи побед Ирландии на Евровидении в целом. Песня повествует о том, как молодой человек мечтает о девушке своей мечты.
Песня две недели держалась на первом месте в Списке синглов № 1 Великобритании.